# Lutalo Muhammad
Lutalo Muhammad (n. 3 iunie 1991, Greater London, Anglia, Regatul Unit) este un taekwondist ce a reprezentat Regatul Unit al Marii Britanii și al Irlandei de Nord, medaliat olimpic. A participat la o ediție a Jocurilor Olimpice (2012) în care a câștigat o medalie de bronz.

## Participări
Lista de mai jos prezintă principalele competiții la care a participat Lutalo Muhammad de-a lungul carierei.
- taekwondo at the 2012 Summer Olympics – men's 80 kg[*]